# 超連結

滑鼠游標懸停在超連結的示意圖

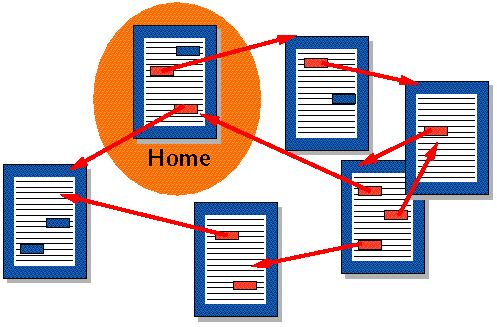
多个文档通过超链接来相互连接的示例。

超連結（英語：Hyperlink）是指超文本内由一文件連接至另一文件的連結。作用與論文中的參考或注釋類似，以方便讀者隨時參考某一詞彙的定義。
超連結有點像是文學作品中的參考資料列表，它可以結合電腦網路和適當的存取協定來追蹤資料的原始出處，並被儲存、檢視，或顯示為關聯文件中的一部份。
超連結中，最為通行的形式就是在全球資訊網上使用的URL。瀏覽器通常會用一些特殊的方式來顯示超連結。如不同的文字色彩、大小或樣式。而且，游標移動到超連結上時，也會轉變為手形指示出來。超連結在大部分的瀏覽器裡是顯示為加上底線的藍色字體，當這個連結已經被快取過時，則轉為紫色。當使用者觸發超連結時（例如，用滑鼠左鍵按下超連結），瀏覽器將會顯示出連結的目標。若目標並非HTML檔案時，將依其檔案格式以及瀏覽器自身之外掛程式而啟動外部程式以開啟檔案。

## 類型

### 直接連結
直接連結讓用戶能夠在本地無資源的情況下存取遠端內容。其顯示形式可以與原始版本不同；例如，縮圖、低解析度預覽、裁剪部分或特寫局部圖片。完整內容通常可以按需提供，例如使用外部連結。當不需要完整連結內容時（例如重新排列頁面佈局時），此方法可以減少檔案大小並加速回應變更。

### 錨連結
錨連結是綁定到文件某個部分的鏈接，通常是連結到某段文字或標題。